# Bernardo di Chartres
Bernardo di Chartres (in latino Bernardus Carnotensis; ... – 1126 o 1130) è stato un filosofo francese, talora confuso con Bernardo Silvestre, a sua volta da alcuni identificato con Bernardo di Moëlan.

## Vita e pensiero

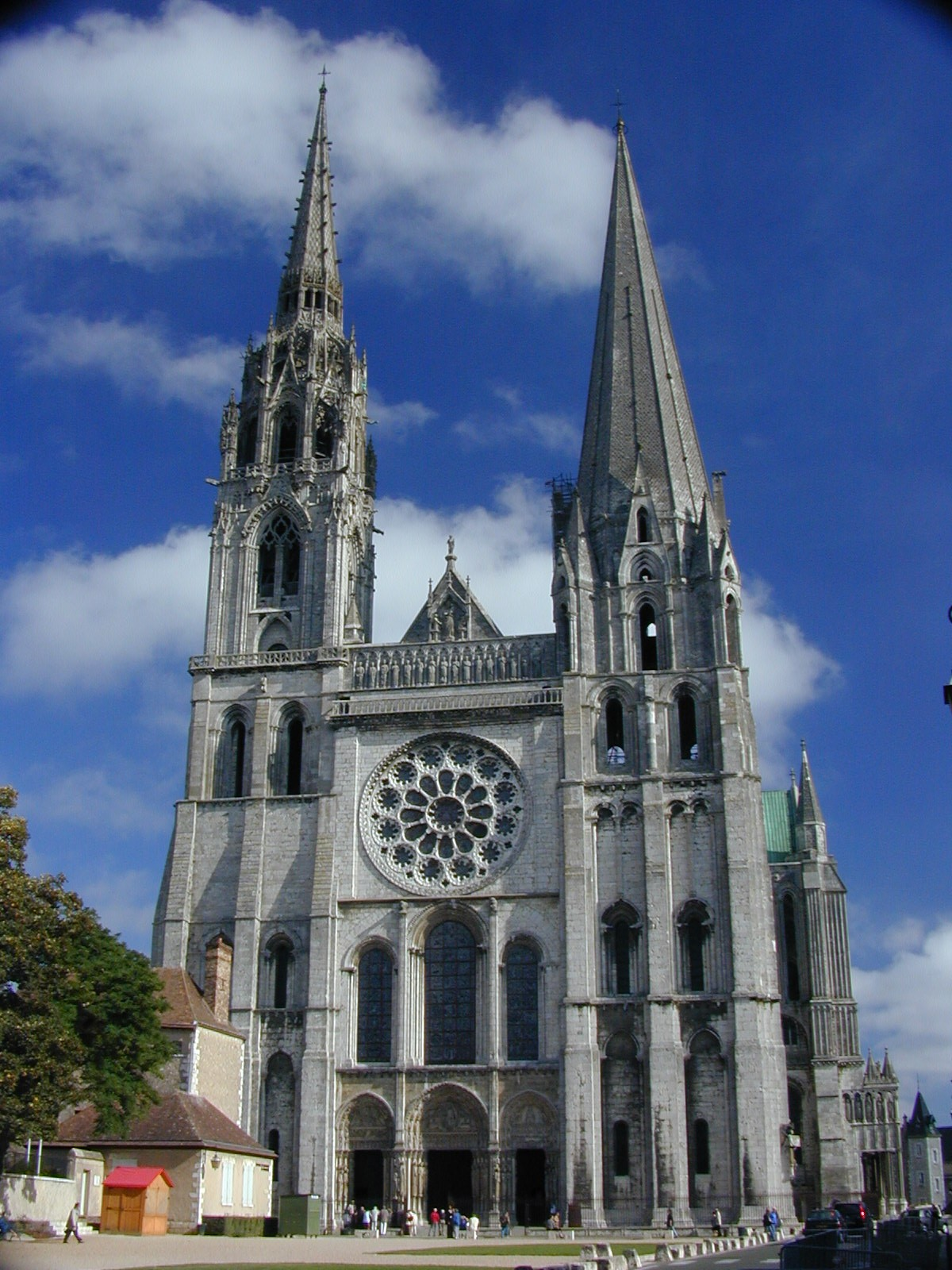
La cattedrale di Chartres

Filosofo e grammatico, ebbe fama di grande maestro di retorica nella scuola della cattedrale di Chartres, dove insegnò dal 1114 al 1119, e successivamente a Parigi. Suoi discepoli furono Giovanni di Salisbury, che lo considerò "il più perfetto fra i platonici", Guglielmo di Conches e Riccardo di Coutances.  
Di lui non ci è pervenuta alcuna opera; Giovanni di Salisbury ci ha lasciato notizie sull'amore del maestro per i classici, in particolare per Cicerone e Quintiliano, e sulla sua filosofia che si collegava alla tradizione platonica. Accanto agli auctores antichi, Bernardo stimava anche i contemporanei. Questo il senso della frase molto nota a lui attribuita:
 dove si definisce l'idea della cultura come una continua costruzione degli uomini, in cui i pensatori moderni, pur nani rispetto ai grandi fondatori del sapere del passato, possono tuttavia sopravanzarli e progredire proprio in virtù delle acquisizioni precedenti.